# Cordia wagnerorum
Cordia wagnerorum là loài thực vật có hoa trong họ Mồ hôi. Loài này được R.A.Howard mô tả khoa học đầu tiên năm 1966.